# Griftbach

Lage der Griftbäche

Die Griftbäche sind vier Bäche im Landkreis Mansfeld-Südharz. Sie gehören zum Flusssystem der Saale, werden zunächst aber vom kleinen Fluss Schlenze entwässert.
Folgende Bäche gehören zu den Griftbächen:

## Ristebach
Der Ristebach ist der längste und wasserreichste der Griftbäche.  

### Verlauf
Der Bach entspringt im Dorfteich von Siersleben, fließt dann nach Nordosten zur Mittelstraße und biegt dann nach Südosten ab. Nach 80 m wird eine alte Gärtnerei durchflossen, dann wird der Ort verlassen. 500 m im Feld füllt der Ristebach einen alten Schutzwehr. Nach weiteren 400 m wird der Ort Augsdorf erreicht. Das Tal des Ristebaches wird hier tiefer und breiter. Am Ortsausgang mündet es in das des Grifts. Hier mündet der Bach Gift ein. Am Ortsausgang füllt der Bach einen kleinen Fischteich. Der Ristebach fließt von hier aus wieder nach Osten, nach einem Kilometer wird die Halde des Otto-Brosowski-Schachts tangiert. An der früher dort bestehenden Wassermühle steht kein Stein mehr aufeinander. Nach weiteren 1,3 km mündet der Bach in einem Wäldchen bei Helmsdorf in das Flüsschen Schlenze.

### Name
Der Name Ristebach kommt von Rüster und bedeutet Bach bei den Rüstern (Rüstern: umgangssprachlich für Ulmen). Im Volksmund wird er auch Ritzkebach oder Rüstebach genannt.

## Grift
Der Grift ist der zweitlängste Bach der Griftbäche und auch deren Namensgeber.
Er beginnt im Dorfteich von Hübitz und verläuft dann 200 m nach Westen durch die Dorfkanalisation, bis er am Ortsausgang an der Kreuzung Breite Straße / Griftweg zutage tritt. Hier beginnt auch das tiefe Tal des Grifts, ein Landschafteinschnitt in dem in der Vergangenheit Obst angebaut wurde. Heute stehen viele Gärten verlassen da, die Anwohner können sich frei bedienen. Nach 1,3 km wird Augsdorf tangiert, wo der Bach in der Nähe des Freibades in einem kleinen Sumpf in den Ristebach fließt.

## Wickengraben
Der Wickengraben existiert heute nur noch als Graben, dem Gewässer wurde durch die Zuschüttung des Dorfteiches Thondorf und die mit dem Bau des Schlüsselstollens verbundene Grundwasserabsenkung das Wasser und die Quelle entzogen. Er führt heute nur noch bei starkem Regen Wasser. In Thondorf beginnend verläuft er nach Osten in Richtung Siersleben entlang eines Radweges. In einem Wohngebiet endet er in der Kanalisation Sierslebens. Der eigentliche Bach floss aber noch weiter bis zum Dorfteich, von wo er als Rüsterbach weiterfloss.

## Apfelborn
Der Bach Apfelborn ist durch den Bau des Schlüsselstollens und die damit verbundene Grundwasserabsenkung wie der Wickengraben heute versiegt. Er begann ursprünglich am Gewerbegebiet Apfelborn und floss dann nach Hübitz ab. Dort mündete er in den Dorfteich und wurde zum Grift.

## Besonderheiten
Die Dörfer Siersleben, Hübitz, Augsdorf und Thondorf an den Griftbächen werden auch als die Griftdörfer bezeichnet.